# بيت علل (سنحان)

تعديل مصدري - تعديل

بيت علل هي إحدى قرى عزلة وادي جبيب بمديرية سنحان وبني بهلول التابعة لمحافظة صنعاء، بلغ تعداد سكانها 410 نسمة حسب تعداد اليمن لعام 2004.